# Robotti (calciatore)
 Robotti (fl. XX secolo) è stato un calciatore italiano, di ruolo attaccante.

## Carriera
Con la Rivarolese disputa 19 gare nel campionato di Prima Divisione 1922-1923.